# Paravan (minröjningsredskap)

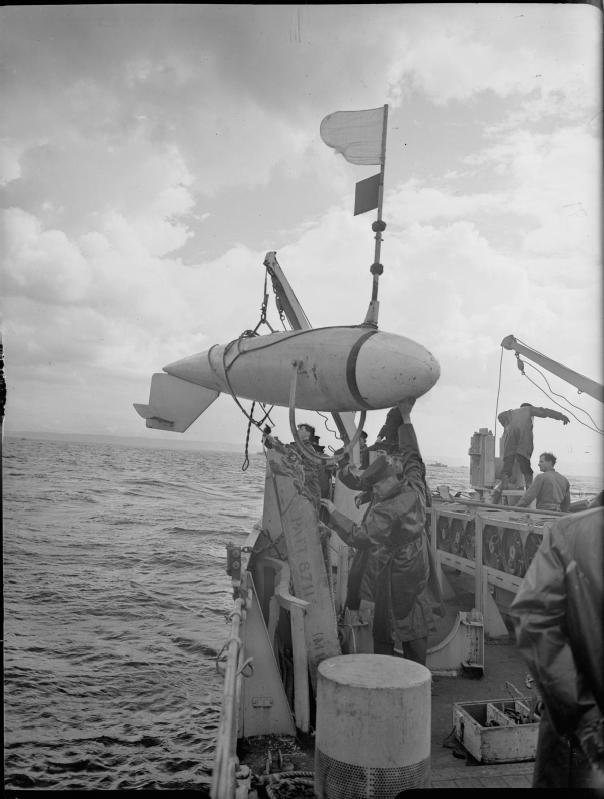
Paravan från andra världskriget.

Paravan är en spolformad flytkropp som används som skydd mot sjöminor. Vid minsvepning bogseras paravanen under vattenytan från förstäven av ett fartyg med hjälp av stållina och skär ut från fartygssidan. Om en minas förankringskätting påträffas av stållinan förs minan åt sidan varvid kättingen skärs av och minan flyter upp till ytan. Paravaner kan även bogseras akterut som skydd för efterföljande fartyg.  